# Joan Grau i Vernis
Joan Grau i Vernis (Reus, 1818 - 30-I-1881) va ser un llibreter i editor català.
El seu pare, Joan Grau, era un espardenyer nascut a Bellmunt del Priorat i casat amb la reusenca Magdalena Gené. Tenia un local a l'antiga fleca municipal, al carrer de la Fleca (avui del Metge Fortuny), a la vora de l'ajuntament de Reus. Joan Grau i Vernis va seguir l'ofici d'espardenyer, com el seu pare, però, interessat pels romanços populars, que era un gènere de gran acceptació i de fàcil sortida, cap a 1850 va començar a vendre'n a la seva botiga i a editar-ne, encarregant-los als tallers de diferents impressors locals. El romanço més antic que ha quedat dels editats per Joan Grau va ser imprès per Joan Baptista Vidal el 1854, però també en van imprimir per a ell els impressors reusencs Joan Muñoa, Josep Generès, Josep Benaiges, Narcís Roca i Tosquellas i Zamora. A Tarragona li van imprimir romanços la Imprenta del Diario i la de Cugat i Sugranyes, i a Barcelona la Imprenta de Euterpe. La llista no és exhaustiva, ja que molts dels romanços no porten peu d'impremta i diuen només "Es propiedad de Juan Grau".
A començaments de 1856 Joan Grau va deixar definitivament l'ofici d'espardenyer i va convertir el seu local en una llibreria, a la que mes endavant el seu fill Joan Grau Gené va anomenar "La Fleca", on venia els productes que editava, romanços i fulls de rengle, i també petis llibrets d'història divulgativa de fets internacionals contemporanis. Va ser l'editor de romanços més prolífic a Reus, i "La Fleca" era la botiga més freqüentada i coneguda a la ciutat i a la comarca. Aquesta botiga va existir fins a meitats del segle xx, portada pels seus hereus. Joan Grau va editar gran quantitat de romanços del reusenc Josep Ferrer, Queri, un versaire, paleta de professió, que destacava per la seva facilitat en compondre textos de gran acceptació popular. Joan Grau tenia a més a la botiga un bon assortiment de material de papereria, i escolar, i també, a part de les seves edicions, llibres i diaris, dels que en tramitava la subscripció. La seva botiga era coneguda com a "cal Romancista", i així ho havia indicat en alguns impresos. Venia també llibres de segona mà i comprava restes d'edicions que venia a preu de saldo. El 1880 els dos fills de Joan Grau, Josep i Joan Grau Gené van obrir una altra llibreria al carrer de Monterols, a Reus. Quan el seu pare va morir el 1881 els fills van discutir per l'herència i el gran, Josep Grau, es va quedar la botiga del carrer de Monterols mentre que el petit va seguir amb "La Fleca".